# 언어의 기원
언어의 기원은 언어가 반드시 사용되는 것이 아니라 동등하게 쓰이거나 서명할 수 있기 때문에 언어의 기원과 다르다. 언어는 인간 소통의 기본 측면이며 인간의 일상 생활에서 중요한 역할을 한다. 언어는 생각, 감정, 아이디어를 전달하고 다른 사람과 소통하고 집단적 현실을 형성하는 능력을 제공한다.
인간의 언어가 어떻게 등장했는지 과학적으로 설명하려는 많은 시도가 있었지만, 현재까지 어떤 이론도 합의를 이끌어내지 못했다. 비인간 영장류는 다른 많은 동물들과 마찬가지로 사회적 의사소통을 목적으로 소리를 내는 특수한 메커니즘을 진화시켜 왔다.반면에, 어떤 원숭이나 유인원도 그러한 목적으로 혀를 사용하지 않는다. 인간 종의 전례 없는 혀, 입술 및 기타 움직일 수 있는 부분의 사용은 말을 매우 별개의 범주에 두는 것처럼 보이며, 이는 많은 학자들의 눈에 그 진화적 출현을 흥미로운 이론적 도전 과제로 만든다.

## 모달리티 독립성

Language Areas of the human brain. The angular gyrus is represented in orange, supramarginal gyrus is represented in yellow, Broca's area is represented in blue, Wernicke's area is represented in green and the primary auditory cortex is represented in pink.

모달리티라는 용어는 정보를 인코딩하고 전송하기 위해 선택된 표현 형식을 의미한다. 언어의 두드러진 특징은 모달리티에 독립적이라는 점이다. 장애 아동이 소리를 듣거나 생성하는 것을 막는다면, 언어를 마스터하는 타고난 능력은 수화에서도 똑같이 표현을 찾을 수 있다. 청각 장애 아동의 수화는 독립적으로 발명되며, 전송 모달리티를 제외한 모든 음성 언어의 주요 특성을 가지고 있다. 이를 통해 인간 뇌의 언어 중심이 선택된 방식에 관계없이 최적으로 기능하도록 진화한 것으로 보인다.
"The detachment from modality-specific inputs may represent a substantial change in neural organization, one that affects not only imitation but also communication; only humans can lose one modality (e.g. hearing) and make up for this deficit by communicating with complete competence in a different modality (i.e. signing)."— 《Marc Hauser, Noam Chomsky, and W. Tecumseh Fitch, 2002. The Faculty of Language: What Is It, Who Has It, and How Did It Evolve?》

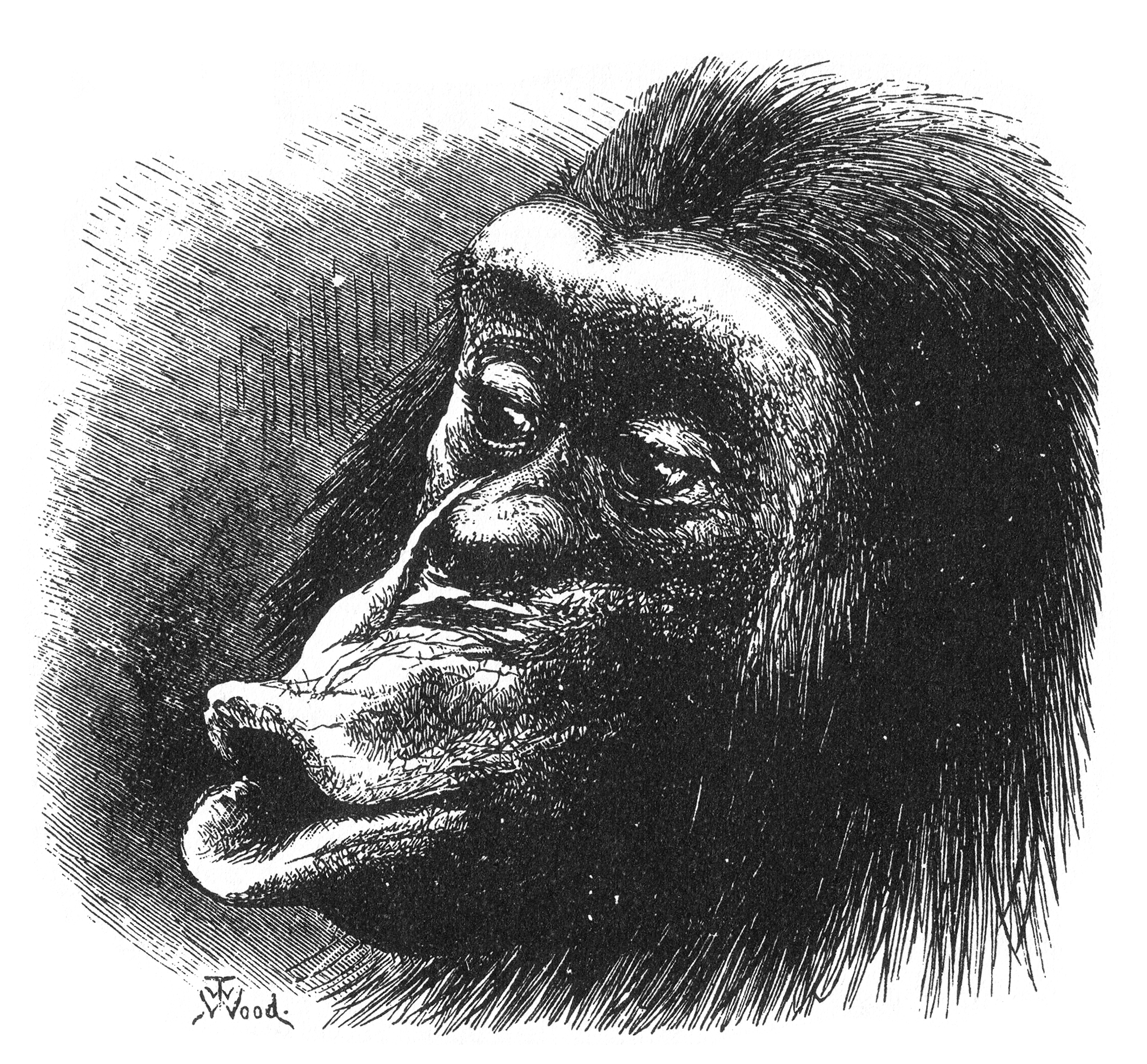
Figure 18 from Charles Darwin's The Expression of the Emotions in Man and Animals. Caption reads "Chimpanzee disappointed and sulky. Drawn from life by Mr. Wood".

동물 커뮤니케이션 시스템은 일반적으로 가시적인 속성과 청각적 효과를 결합하지만, 어떤 것도 모달리티와 무관하지 않는다. 예를 들어, 음성 장애가 있는 고래, 돌고래, 송버드도 시각적 디스플레이에서 자신의 노래 레퍼토리를 동등하게 표현할 수 없다. 실제로 동물 커뮤니케이션의 경우 메시지와 모달리티는 분리될 수 없다. 전달되는 메시지는 무엇이든 신호의 본질적인 속성에서 비롯된다.
모달리티 독립성은 다중 모달리티의 일반적인 현상과 혼동되어서는 안 된다. 원숭이와 유인원은 종별 "동작 호출"의 레퍼토리에 의존한다. 이는 시각적 디스플레이와 분리할 수 없는 감정적 표현의 발성이다. [1][2] 인간은 또한 종별 제스처 호출, 즉 웃음, 울음, 흐느낌 등과 함께 무의식적인 제스처도 음성에 동반된다. 많은 동물 디스플레이는 여러 채널을 동시에 활용하도록 설계된 다중 모드로 나타난다. 인간의 언어적 특성인 모달리티 독립성은 개념적으로 다모달리티와 다르다. 이는 화자가 필요에 따라 채널을 전환하면서 메시지의 정보 내용을 단일 채널로 인코딩할 수 있게 한다. 현대 도시 거주자들은 손글씨, 타이핑, 이메일 등 다양한 형태로 말과 글을 쉽게 전환한다. 어떤 모달리티를 선택하든 외부의 도움 없이도 전체 메시지 내용을 신뢰성 있게 전송할 수 있다. 예를 들어, 전화 통화 시, 화자에게 자연스러운 얼굴 제스처나 수동 제스처가 반드시 필요한 것은 아니다. 타이핑하거나 수동으로 서명할 때는 반대로 소리를 추가할 필요가 없다. 많은 호주 원주민 문화권에서는 전통적으로 인구의 일부, 아마도 의식적인 금기를 준수하는 여성들이 오랜 기간 동안 침묵(수동 서명된) 언어 버전으로 자신을 제한한다. 그런 다음 금기에서 벗어나면 같은 사람들이 불 옆이나 어둠 속에서 이야기를 다시 들려주며 정보 콘텐츠를 희생하지 않고 순수한 소리로 전환한다.

## 언어 기관의 진화

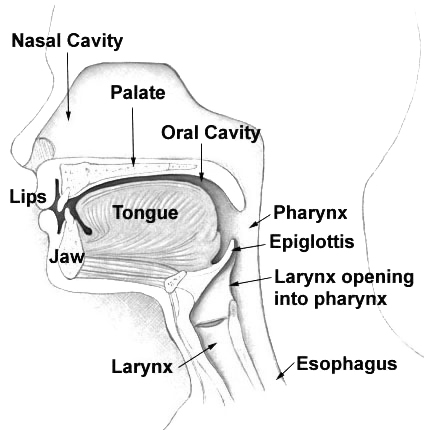
Human vocal tract

말하기는 모든 문화권에서 언어의 기본 방식이다. 인간의 첫 번째 의지는 자신의 생각을 소리로 인코딩하는 것이다. 이 방법은 입술, 혀 및 기타 음성 장치의 구성 요소를 제어하는 정교한 능력에 달려 있다. 말 기관은 처음에는 말이 아니라 먹이와 호흡과 같은 기본적인 신체 기능을 위해 진화했다. 비인간 영장류는 대체로 비슷한 기관을 가지고 있지만 신경 조절이 다르다. 인간이 아닌 유인원은 매우 유연하고 기동성이 뛰어난 혀를 먹이로 사용하지만 발성에는 사용하지 않는다. 유인원이 먹지 않으면 혀에 대한 미세한 운동 제어가 비활성화된다. 혀로 체조를 하거나 발성을 하거나 두 가지 활동을 동시에 수행할 수 없다. 이는 일반적으로 포유류에 적용되기 때문에 호모 사피엔스는 호흡과 섭취를 위해 고안된 메커니즘을 관절형 음성의 근본적으로 다른 요구 사항에 맞게 활용하는 데 탁월한다.

### 혀

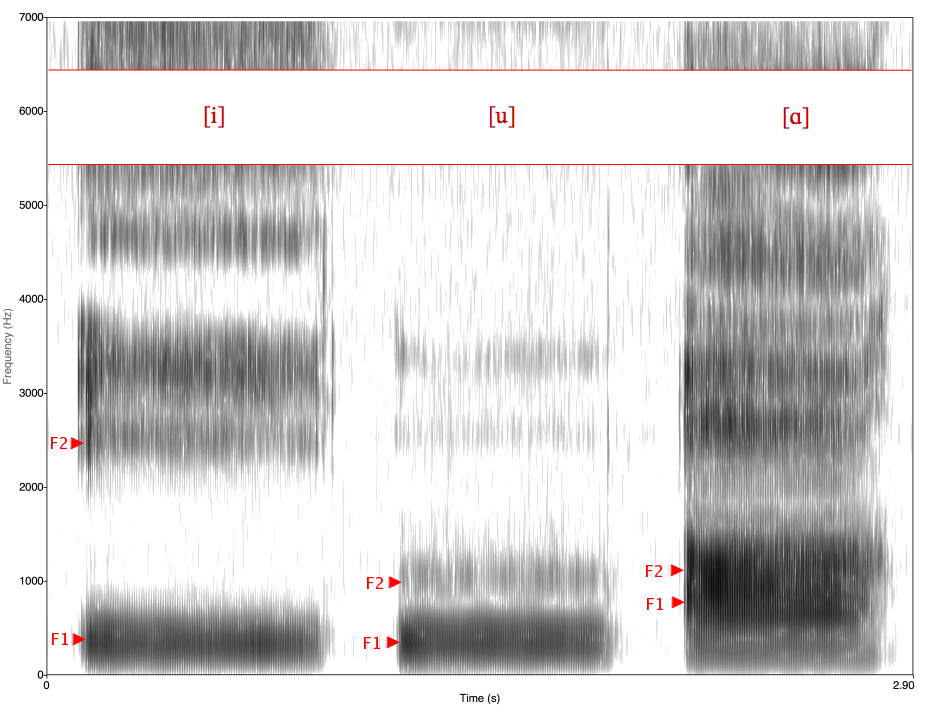
Spectrogram of American English vowels /[i, u, ɑ]/ showing the formants f_{1} and f_{2}

"언어"라는 단어는 라틴어인 "혀"에서 유래했다. 음성학자들은 혀가 가장 중요한 발화자이며 그 다음이 입술이라는 데 동의한다. 자연어는 혀를 사용하여 사고를 표현하는 특정한 방법으로 볼 수 있다.
인간의 혀는 독특한 모양을 가지고 있다. 대부분의 포유류에서 혀는 입 안에 주로 포함된 길고 평평한 구조이다. 혀는 인두의 구강 수준 아래에 위치한 설골 뒤쪽에 부착되어 있다. 인간의 경우 혀는 거의 원형의 시상(중간선) 윤곽을 가지고 있으며, 대부분은 인두를 따라 수직으로 눕혀져 있으며, 아래쪽 위치에서 설골에 부착되어 있다. 이로 인해 부분적으로는 수평(입 안쪽) 관과 수직(목 아래) 관이 상두 성기(SVT)를 형성하는 길이가 거의 동일하다(다른 종들과 달리 수직 단면이 더 짧다). 인간이 턱을 위아래로 움직일 때, 혀는 각 관의 단면적을 약 10:1 정도 독립적으로 변화시킬 수 있으며, 이에 따라 형태의 주파수를 변경할 수 있다. 관이 직각으로 결합되면 비인간 영장류는 할 수 없는 모음 [i], [u], [a]를 발음할 수 있다.특별히 정확하게 수행되지 않더라도, 인간의 경우 이러한 모음을 구별하는 데 필요한 조음 체조는 일관되고 독특한 음향 결과를 제공하여 인간의 말소리의 양적 특성을 보여준다.세계 언어에서 [i], [u], [a]가 가장 흔한 모음인 것은 우연이 아닐 수도 있다. 인간의 혀는 다른 포유류에 비해 훨씬 짧고 가늘며 수많은 근육으로 구성되어 있어 구강 내 다양한 소리를 형성하는 데 도움이 된다. 또한 기도를 열고 닫을 수 있는 인간의 능력에 따라 소리 생성의 다양성이 증가하여 코를 통해 다양한 양의 공기가 빠져나갈 수 있다. 혀와 기도와 관련된 미세한 운동 동작은 인간이 다양한 속도와 강도로 소리를 내기 위해 다양한 복잡한 모양을 만들어낼 수 있게 한다.

### 입술
인간의 경우 입술은 모음 외에도 멈춤과 마찰음을 생성하는 데 중요하다. 그러나 이러한 이유로 입술이 진화했음을 시사하는 것은 없다. 영장류 진화 과정에서 타리어, 원숭이, 유인원(하플로라인)의 야행성 활동에서 주간 활동으로의 전환으로 인해 후각을 희생시키면서 시력에 대한 의존도가 높아졌다. 그 결과 주둥이가 줄어들고 비강 또는 "습윤 코"가 사라졌다. 그 결과 얼굴과 입술의 근육이 덜 제약되어 얼굴 표정을 위한 공동 선택이 가능해졌다. 입술도 두꺼워지고 뒤에 숨겨진 구강도 작아졌다. 따라서 앤 맥라넌에 따르면, "인간의 언어에 매우 중요한 이동성 근육질 입술의 진화는 하플로라인의 공통 조상에서 이중성과 시각적 의사소통의 진화의 절묘한 결과였다"고 한다. 인간의 입술이 특정 언어 요구 사항에 더 최근에 적응했는지는 불분명한다.

### 호흡 조절
인간은 비인간 영장류에 비해 호흡 조절 능력이 크게 향상되어 말을 할 때 숨을 내쉬고 흡입을 단축할 수 있다. 우리가 말하는 동안 흉곽을 확장하고 폐로 공기를 끌어들이기 위해 늑간 및 내부 복부 근육이 모집되어 폐가 수축하면서 공기가 방출되는 것을 제어한다. 관련 근육은 비인간 영장류보다 인간의 신경이 현저히 더 많이 활성화된다.화석 호미닌의 증거에 따르면 척추관의 필요한 확장, 즉 척수 크기가 오스트랄로피테쿠스나 호모 에렉투스에서 발생한 것이 아니라 네안데르탈인과 초기 현대 인류에서 존재했을 가능성이 있다.

### 후두

Anatomy of the larynx, anterolateral view

후두 또는 보이스 박스는 음운을 담당하는 성대를 수용하는 목의 기관이다. 인간의 경우 후두가 하강하여 다른 영장류보다 낮게 위치한다. 이는 인간이 직립 자세로 진화하면서 머리가 척수 바로 위로 이동하여 다른 모든 것이 아래로 내려가게 되었기 때문이다. 후두의 위치가 변경되면서 인두라는 더 긴 공동이 생겨나며, 이 공동은 소리의 범위와 선명도를 높이는 역할을 한다. 다른 영장류는 인두가 거의 없기 때문에 발성력이 현저히 떨어진다. 염소, 개, 돼지, 타마린은 이 점에서 유일하지 않는다. 염소, 돼지, 타마린은 일시적으로 후두를 낮추어 큰 소리를 낸다. 몇몇 사슴 종은 후두가 영구적으로 낮아지고 있으며, 수컷은 포효하는 동안 후두를 더 낮출 수 있다. 사자, 재규어, 치타, 집고양이도 이 일을 한다. 그러나 비인간(필립 리버만에 따르면)의 후두 하강은 요오드 하강을 동반하지 않으므로 혀는 구강 내에서 수평으로 유지되어 인두 관절 역할을 하지 못한다.

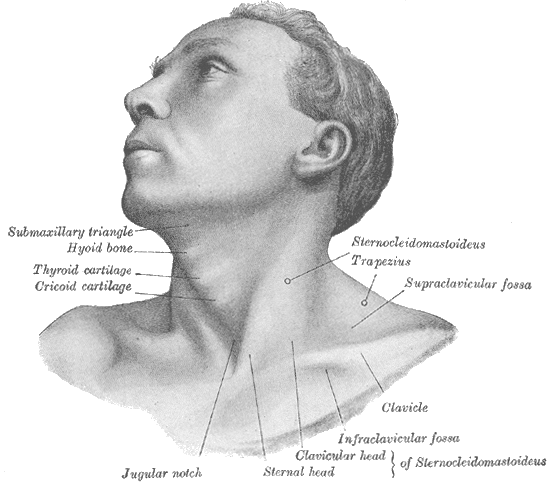
Anterolateral view of head and neck

그럼에도 불구하고 학자들은 인간의 성대가 실제로 얼마나 '특수'한지에 대해 여전히 의견이 분분한다. 침팬지의 발달 과정에서 후두가 어느 정도 내려가고, 그 다음으로 하이오이드 하강이 뒤따르는 것으로 나타났다 이에 대해 필립 리버먼은 인간만이 영구적이고 상당한 후두하강을 진화시켜 혀가 구부러지고 혀가 1:1 비율로 두 개의 관으로 구성된 성대를 형성했다고 지적한다. 인간의 경우 독특하게도 후두개와 배꼽 사이의 단순한 접촉이 더 이상 불가능하여 삼키는 동안 포유류의 정상적인 호흡기와 소화기 분리가 방해된다. 이는 상당한 비용, 즉 음식을 삼키는 동안 질식할 위험을 증가시키기 때문에 이러한 비용보다 더 큰 이점이 무엇인지 물을 수밖에 없다. 일부 사람들은 분명한 이점이 언어였을 것이라고 주장하지만, 다른 이의 제기도 있다. 한 가지 반대 의견은 실제로 인간이 음식으로 질식할 위험이 심각하지 않다는 것이다. 의학 통계에 따르면 이러한 사고는 극히 드문다. 또 다른 반대 의견은 대부분의 학자들이 볼 때, 우리가 알고 있는 말은 인간 진화에서 비교적 늦게 등장했으며, 대략 호모 사피엔스의 출현과 동시에 등장했다는 것이다. 인간의 성대 재구성만큼이나 복잡한 발달에는 훨씬 더 많은 시간이 필요했을 것이며, 이는 초기 기원을 의미한다. 이러한 시간 척도의 차이는 인간의 목소리 유연성이 처음에는 말에 대한 선택 압력에 의해 주도되었다는 생각을 약화시킨다. 적어도 한 마리의 오랑우탄이 음성 상자를 제어할 수 있는 능력을 입증했다.

### 크기 과장 가설
후두를 낮추는 것은 성대의 길이를 늘리고 포먼트 주파수를 낮춰 목소리가 "더 깊게" 들리도록 하여 더 큰 크기의 인상을 주는 것이다. 존 오할라는 인간, 특히 남성의 후두가 낮아진 기능이 아마도 말 자체보다는 위협적인 표현을 강화하는 데 있다고 주장했다. 오할라는 후두가 낮아진 것이 말에 대한 적응이라면, 성인 남성이 후두가 상당히 낮은 성인 여성보다 이 점에서 더 잘 적응할 것으로 기대한다고 지적했다. 실제로 여성은 언어 테스트에서 남성보다 항상 더 나은 성과를 거두며 이러한 추론의 전체 라인을 반박한다. 윌리엄 테쿰세 피치도 이것이 인간의 후두 하강의 원래 선택적 이점이라고 주장한다. 피치에 따르면 인간의 초기 후두 하강은 말과는 아무런 관련이 없었지만, 이후 가능한 형태 패턴의 범위가 증가하여 말에 적용되었다. 크기 과장은 수컷 사슴에서 관찰되는 극단적인 후두 하강의 유일한 기능으로 남아 있다. 크기 과장 가설과 일치하게, 후두의 두 번째 하강은 인간의 사춘기에 발생하지만, 남성에게만 발생한다. 후두가 인간 여성의 후두 하강이라는 반대에 대해 피치는 유아를 보호하기 위해 목소리를 내는 어머니들도 이 능력의 혜택을 받았을 것이라고 제안한다.

### 네안데르탈인 연설

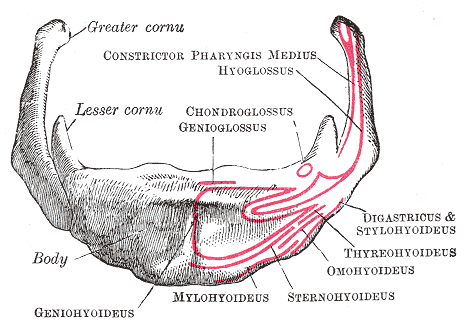
Hyoid bone – anterior surface, enlarged

대부분의 전문가들은 네안데르탈인이 현대 호모 사피엔스와 근본적으로 다르지 않은 언어 능력을 가지고 있다고 말한다. 간접적인 주장은 어떤 종류의 말이 없었다면 도구 제작과 사냥 전술을 배우거나 실행하기 어려웠을 것이라는 것이다. 최근 네안데르탈인의 뼈에서 DNA를 추출한 결과, 네안데르탈인은 현대 인류와 동일한 버전의 FOXP2 유전자를 가지고 있는 것으로 나타났다. 이 유전자는 "문법 유전자"로 잘못 설명되어 있으며, 현대 인류의 언어에 관여하는 구강 안면 움직임을 조절하는 역할을 한다.
1970년대에는 네안데르탈인이 현대적인 언어 능력을 갖추지 못했다고 널리 믿었다.그들이 특정 모음 소리를 낼 가능성을 배제하기 위해 성대에 너무 높은 요오드 뼈를 가지고 있다고 주장되었다. 설골은 많은 포유류에 존재한다. 설골은 다양한 변형을 일으키기 위해 이러한 구조를 나란히 배치하여 다양한 혀, 인두 및 후두 움직임을 가능하게 한다. 이제 남성은 후두가 낮지만 여성이나 2세 아기보다 더 넓은 범위의 소리를 내지 못한다는 사실이 밝혀졌다. 네안데르탈인의 후두 위치가 그들이 낼 수 있는 모음 소리의 범위를 방해했다는 증거는 없다. 이스라엘 케바라 동굴에서 현대적으로 보이는 네안데르탈인의 설골이 발견되면서, 발견자들은 네안데르탈인이 후두가 하강하여 인간과 유사한 언어 능력을 가지고 있다고 주장하게 되었다.그러나 다른 연구자들은 요오드의 형태가 후두의 위치를 나타내지 않는다고 주장했다.두개골 기저부, 하악골, 경추 및 두개골 기준면을 고려해야 한다.
스페인 아타푸에르카에서 발견된 원시 네안데르탈인으로 추정되는 중기 홍적세 호미닌의 외이와 중이의 형태는 이들이 현대 인간과 유사하고 침팬지와는 매우 다른 청각 민감성을 가지고 있었음을 시사한다. 아마도 다양한 음성 소리를 구별할 수 있었을 것이다.

#### 시상하부관
시상하부 신경은 혀의 움직임을 조절하는 데 중요한 역할을 한다. 1998년, 한 연구팀은 화석 두개골의 기저부에 있는 시상하부의 시상하부 크기를 사용하여 신경 섬유의 상대적인 수를 추정하려고 시도했으며, 이를 바탕으로 중기 홍적세 호미닌과 네안데르탈인이 오스트랄로피테쿠스나 유인원보다 혀를 더 세밀하게 조절한다고 주장했다. 그러나 그 후, 시상하부의 크기와 신경 크기가 상관관계가 없다는 것이 입증되었다, 그리고 이제 이러한 증거가 인간의 언어 진화 시기에 대해 정보를 제공하지 않는다는 것이 받아들여지고 있다.

### 독특한 특징 이론
한 영향력 있는 학교에 따르면, 인간의 음성 장치는 키보드나 디지털 컴퓨터 모델에서 본질적으로 디지털이다. 침팬지의 음성 장치에 관한 어떤 것도 해부학적 및 생리학적 유사성에도 불구하고 디지털 키보드를 암시하지 않는다. 이는 인간 진화 과정에서 아날로그에서 디지털 구조와 기능으로의 전환이 언제, 어떻게 이루어졌는지에 대한 의문을 제기한다. 인간의 초인두는 움직일 수 있는 토글 또는 스위치의 배열이라는 점에서 디지털이라고 한다. 이는 각각 한 번에 한 상태 또는 다른 상태에 있어야 한다. 예를 들어 성대는 진동(소리를 내는) 상태이거나 진동하지 않는 상태이다(무음 모드). 간단한 물리학 덕분에 해당하는 독특한 특징인 "목소리"는 그 중간 어딘가에 있을 수 없다. 옵션은 "꺼짐"과 "켜짐"으로 제한된다. 마찬가지로 디지털 기능은 "비강화"로 알려져 있다. 어떤 순간에도 부드러운 입천장이나 벨룸은 비강에서 소리가 공명하는 것을 허용하거나 허용하지 않는다. 입술과 혀의 위치의 경우, 두 개 이상의 디지털 상태가 허용될 수 있다. 음성 소리가 이진 음성 특징의 복합체로 구성된 복합 실체라는 이론은 1938년 러시아 언어학자 로만 야콥슨에 의해 처음 발전되었다. 이 접근 방식의 초기 지지자 중 저명한 사람은 노암 촘스키였으며, 그는 이 접근 방식을 음운론에서 언어로, 특히 구문과 의미론 연구로 확장했다. 1965년 그의 저서 "구문 이론의 측면"에서, 촘스키는 의미론적 개념을 이진-디지털 원자 요소의 조합으로 다루었으며, 이는 독특한 특징 이론 모델에서 명시적으로 나타난다. 이를 바탕으로 어휘 항목 "학장"은 [+ 인간], [+ 남성], [- 기혼]으로 표현될 것이다.
이 접근 방식을 지지하는 사람들은 특정 언어나 방언을 사용하는 사람들이 특정 시기에 인식하는 모음과 자음을 과학적 관심이 거의 없는 문화적 실체로 보고 있다. 자연 과학적 관점에서 중요한 단위는 생물학적 특성상 호모 사피엔스에게 공통적으로 존재하는 단위이다. 모든 인간이 내재된 원자 요소 또는 '특징'을 결합함으로써 원칙적으로 누구나 과거, 현재, 미래 등 전 세계 언어에서 찾을 수 있는 모든 범위의 모음과 자음을 생성할 수 있다. 이러한 의미에서 독특한 특징은 보편적인 언어의 원자 구성 요소이다.
| Articulation                                     | Voiceless         | Voiced          |
| ------------------------------------------------ | ----------------- | --------------- |
| Pronounced with the lower lip against the teeth: | [f] (fan)         | [v] (van)       |
| Pronounced with the tongue against the teeth:    | [θ] (thin, thigh) | [ð] (then, thy) |
| Pronounced with the tongue near the gums:        | [s] (sip)         | [z] (zip)       |
| Pronounced with the tongue bunched up:           | [ʃ] (pressure)    | [ʒ] (pleasure)  |

#### 비판점
최근 몇 년 동안 음운론적 변형의 기초가 되는 타고난 '보편적 문법'이라는 개념에 의문이 제기되고 있다. 피터 라데포그드와 이안 매디슨이 음성 소리에 대해 쓴 가장 포괄적인 모노그래프인 '세계 언어의 소리'는, 소수의 고정되고 이산적인 보편적인 음성 특징을 가정할 근거는 거의 발견되지 않았다. 예를 들어, 305개 언어를 조사한 결과, 그들은 조음 및 음향 연속체를 따라 기본적으로 모든 곳에 위치한 모음을 발견했다. 라데포게드는 음성학적 특징이 인간의 본성에 의해 결정되지 않는다고 결론지었다: "음운학적 특징은 언어학자들이 언어 체계를 설명하기 위해 고안한 인공물로 가장 잘 간주된다."

### 자기 조직 이론

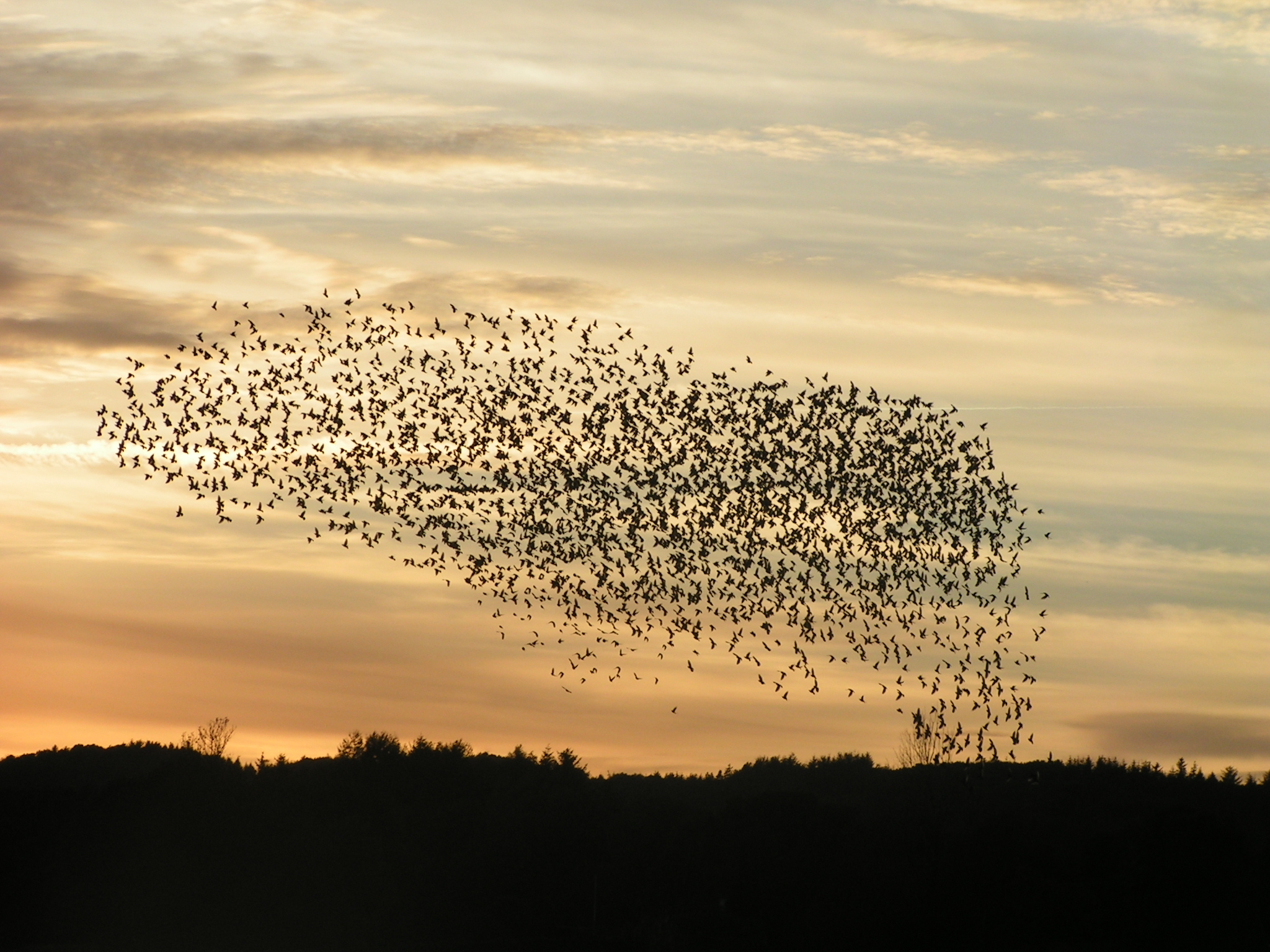
Birds flocking, an example of self-organization in biology

자기 조직화는 시스템의 여러 구성 요소 간의 지역적 상호작용으로 인해 거시적 구조가 자발적으로 형성되는 시스템을 특징짓는다.자기 조직화 시스템에서는 지역 수준에서 글로벌 조직 특성을 찾을 수 없다. 구어체로 표현하자면, 자기 조직화는 대략적으로 "상향식" 조직이 아닌 "하향식" 조직이라는 개념에 의해 포착된다. 자기 조직화 시스템의 예로는 얼음 결정에서부터 무기 세계의 은하 나선형까지 다양하다.
많은 음성학자들에 따르면, 언어의 소리는 자기 조직화를 통해 스스로를 배열하고 다시 배열한다. 음성 소리는 지각적(소리를 듣는 방식) 특성과 조음적(소리를 내는 방식) 특성을 모두 가지고 있으며, 모두 연속적인 값을 가지고 있다. 화자는 노력을 최소화하는 경향이 있으며, 명료성보다는 조음의 용이성을 선호한다. 청자는 반대로 발음하기 어렵더라도 구별하기 쉬운 소리를 선호한다. 화자와 청자는 끊임없이 역할을 전환하기 때문에 실제로 세계 언어에서 발견되는 음절 체계는 한편으로는 음향적 차별성과 다른 한편으로는 조음의 용이성을 절충하는 것으로 밝혀졌다.
에이전트 기반 컴퓨터 모델은 음성 커뮤니티나 인구 수준에서 자기 조직화의 관점을 취한다. 두 가지 주요 패러다임은 (1) 반복 학습 모델과 (2) 언어 게임 모델이다. 반복 학습은 세대 간 전파에 중점을 두며, 일반적으로 각 세대마다 하나의 에이전트만 존재한다. 언어 게임 모델에서는 전체 에이전트 집단이 동시에 언어를 생산하고, 인식하고, 학습하며, 필요가 발생하면 새로운 형태를 만들어낸다.
여러 모델들은 모방과 같은 비교적 간단한 피어 투 피어 보컬 상호작용이 전체 인구가 공유하는 소리 시스템을 자발적으로 자율적으로 조직할 수 있으며, 인구마다 다른 방식으로 구성할 수 있음을 보여주었다. 예를 들어, Berrah et al. (1996)이 설명한 모델들인다 드 보어 (2000), 그리고 최근 베이지안 이론을 사용하여 재구성되었다,모방 게임을 하는 개인 그룹이 인간의 모음 시스템과 상당한 특성을 공유하는 모음 소리의 레퍼토리를 스스로 구성할 수 있는 방법을 보여주었다. 예를 들어, 드 보어의 모델에서는 처음에는 모음이 무작위로 생성되지만 에이전트는 시간이 지남에 따라 반복적으로 상호작용하면서 서로 학습한다. 에이전트 A는 자신의 레퍼토리에서 모음을 선택하고 필연적으로 약간의 노이즈가 있을 수밖에 없다. 에이전트 B는 이 모음을 듣고 자신의 레퍼토리에서 가장 가까운 동치를 선택한다. 이것이 실제로 원본과 일치하는지 확인하기 위해 B는 자신이 들었다고 생각하는 모음을 생성하고, 이때 A는 자신의 레퍼토리를 다시 한 번 참조하여 가장 가까운 동치를 찾는다. 이것이 처음에 선택한 것과 일치하면 게임이 성공하고 그렇지 않으면 실패한다. 드 보어에 따르면 "반복적인 상호작용을 통해 인간 언어에서 발견되는 것과 매우 유사한 모음 시스템이 나타난다."
다른 모델에서는 음성학자 비욘 린드블럼이 자기 조직적인 근거를 바탕으로 최적의 지각 분화 원리를 바탕으로 세 개에서 아홉 개의 모음까지 다양한 모음 시스템의 선호도를 예측할 수 있었다.
추가 모델들은 음소 코딩과 조합주의의 기원에서 자기 조직화의 역할을 연구했다. 이는 음소의 존재와 구조화된 음절을 체계적으로 재이용하는 것이다. 피에르 이브 우디에르는 적응형 전인적 음성 모방을 위한 기본 신경 장비가 뇌의 직접적인 운동 및 지각 표현을 결합하여 자발적으로 공유되는 조합적 발성 시스템을 생성할 수 있음을 보여주는 모델을 개발했다. [1][2] 이 모델들은 또한 형태학적 및 생리학적 선천적 제약이 이러한 자기 조직화 메커니즘과 상호작용하여 통계적 규칙성과 발성 시스템의 다양성을 모두 고려할 수 있음을 특징지었다.

### 제스처 이론
제스처 이론에 따르면 말은 원래 제스처였던 시스템에서 점차 진화한 비교적 늦은 발달이었다고 한다. 인간 조상들은 제스처가 의사소통에 사용되던 당시에는 발성을 제어할 수 없었지만, 서서히 발성을 제어하기 시작하면서 구어체가 진화하기 시작했다.
이 이론을 뒷받침하는 세 가지 유형의 증거가 있다:
1. 제스처 언어와 음성 언어는 유사한 신경계에 의존한다. 입과 손의 움직임을 담당하는 피질의 영역은 서로 경계를 이루고 있다.
2. 비인간 영장류는 야생에서 간단한 개념과 의사소통을 위해 수동, 얼굴 및 기타 눈에 보이는 제스처를 선호하여 음성 신호를 최소화한다. 이러한 제스처 중 일부는 침팬지와 공유하는 손을 뻗는 '구걸 자세'와 같은 인간의 제스처와 유사하다.[69]
3. 거울 뉴런

연구에 따르면 음성 언어와 수화는 유사한 신경 구조에 따라 달라진다는 생각에 대한 강력한 지지가 발견되었다. 수화를 사용한 환자와 왼쪽 반구 병변을 앓고 있는 환자는 음성 환자와 마찬가지로 음성 언어에서도 동일한 장애를 보였다. 다른 연구자들은 수화 중에도 음성이나 문자 언어를 사용할 때와 동일한 왼쪽 반구 뇌 영역이 활성화된다는 사실을 발견했다.
인간은 말로 전달할 아이디어를 만들 때 자발적으로 손과 얼굴 제스처를 사용한다. 물론 청각 장애인 커뮤니티와 흔히 연관된 많은 수화도 존재한다. 위에서 언급했듯이 이 수화는 어떤 구술 언어와도 복잡성, 정교함, 표현력 면에서 동일하다. 가장 큰 차이점은 혀, 치아, 입술, 호흡으로 관절화된 몸 내부가 아닌 손, 몸, 표정으로 관절화된 '음원'이 몸의 외부에서 생성된다는 것이다.
많은 심리학자와 과학자들이 이 이론과 다른 행동 이론에 답하기 위해 뇌의 거울 시스템을 조사해 왔다. 거울 뉴런을 음성 진화의 요인으로 뒷받침하는 증거로는 영장류의 거울 뉴런, 유인원에게 제스처로 의사소통하는 법을 가르치는 성공, 어린 아이들에게 언어를 가르치는 가리키는/제스처 등이 있다. 포가시와 페라리(2014)는 원숭이의 운동 피질 활동, 특히 거울 뉴런이 위치한 브로카 영역의 F5 영역을 모니터링했다. 연구진은 원숭이가 다른 사람이 수행하는 다양한 손 동작을 실행하거나 관찰할 때 이 영역에서 전기적 활동의 변화를 관찰했다. 브로카 영역은 언어 생산과 처리를 담당하는 전두엽의 영역이다. 손으로 특정 행동을 하거나 관찰할 때 발화하는 이 영역의 거울 뉴런이 발견되었다는 것은 한때 제스처로 의사소통이 이루어졌다는 믿음을 강력하게 뒷받침한다. 어린 아이들에게 언어를 가르칠 때도 마찬가지이다. 특정 물체나 위치를 가리키면 마치 행동을 하는 것처럼 아이의 불 속 거울 뉴런이 발화하여 장기적으로 학습하게 된다

#### 비판점점
비평가들은 일반적으로 포유류에게 소리는 거리를 빠르게 전달하기 위한 정보를 암호화하는 데 가장 적합한 매체로 밝혀졌다고 지적한다. 이는 초기 인류에게도 적용되었을 확률을 고려할 때, 왜 이 효율적인 방법을 포기하고 더 비싸고 번거로운 시각적 제스처 시스템을 선호해야 했는지 이해하기 어렵다. 그러나 나중에 다시 소리로 돌아갔다.
설명하자면, 인류 진화의 비교적 늦은 시기에 손이 도구를 만들고 사용하는 수요가 너무 많아져 수동 제스처에 대한 경쟁적인 요구가 걸림돌이 되었다는 제안이 있다. 구어로의 전환은 그 시점에서만 이루어졌다고 한다.그러나 진화 과정에서 인간은 도구를 만들고 사용해 왔기 때문에 대부분의 학자들은 이 주장에 대해 확신을 갖지 못하고 있다. (이 문제에 대한 다른 접근 방식, 즉 신호 신뢰성과 신뢰성에 대한 고려에서 시작된 접근 방식은 아래의 "팬터마임에서 말까지"를 참조하십시오.).

### 반수생적 적응 가능성
인간 진화에 대한 최근 인사이트 - 더 구체적으로 말하자면, 인간 홍적세 연안 진화 – 인간의 말이 어떻게 진화했는지 이해하는 데 도움이 될 수 있다. 논란의 여지가 있는 제안 중 하나는 조상 호미닌이 지방산과 기타 뇌에 특이한 영양소가 풍부한 강둑과 호숫가 근처에 살던 시기에 구어에 대한 특정 사전 적응이 진화했다는 것이다. 가끔씩 물을 떠다니거나 수영을 하면 호흡 조절 능력이 향상되었을 수도 있다(숨을 참는 다이빙).
독립적인 증거에 따르면 "고대" 호모는 인도양 해안을 따라 대륙 간으로 퍼져 있었으며(그들은 심지어 플로레스와 같은 해외 섬에도 도달했다) 조개와 가재 같은 연안 음식을 주기적으로 채취했다고 한다, 뇌에 특이적인 영양소가 매우 풍부하여 호모의 뇌 비대를 설명한다.해산물을 얕게 다이빙하려면 자발적인 기도 조절이 필요하며, 이는 구어체의 전제 조건이다. 조개류와 같은 해산물은 일반적으로 물고 씹는 것이 아니라 석기 사용과 흡입 먹이를 필요로 한다. 이러한 구강 장치의 세밀한 제어는 특히 자음 생성을 위해 인간의 언어에 대한 또 다른 생물학적 사전 적응이라고 할 수 있다.

## 언어 진화의 타임라인
인간 종에서 언어가 등장한 시기에 대해서는 알려진 바가 거의 없다. 글쓰기와 달리 말은 물질적 흔적을 남기지 않아 고고학적으로 보이지 않는다. 직접적인 언어적 증거가 부족한 인간 기원의 전문가들은 해부학적 특징과 말 생산과 관련된 유전자를 연구하는 데 의존해 왔다. 이러한 연구는 전근대 호모 종이 언어 능력을 가지고 있었는지 여부에 대한 정보를 제공할 수 있지만, 실제로 말을 했는지 여부는 아직 알려지지 않았다. 음성적으로 의사소통했을 수도 있지만 해부학적 및 유전적 데이터는 원시 언어와 말을 구별하는 데 필요한 해상도가 부족한다.
통계적 방법을 사용하여 오늘날 현대 언어의 확산과 다양성을 달성하는 데 필요한 시간을 추정하면서, 캘리포니아 대학교 버클리의 언어학자인 요한나 니콜스는 1998년에 성악 언어가 최소 10만 년 전부터 다양화되기 시작했을 것이라고 주장했다.
2012년 인류학자 찰스 페로와 사라 매튜는 음소 다양성을 사용하여 이와 일치하는 날짜를 제안했다."음운 다양성"은 한 언어에서 자음, 모음, 음조 등 지각적으로 구별되는 소리 단위의 수를 나타낸다. 현재 전 세계적인 음운 다양성 패턴은 약 6만~7만 년 전부터 시작된 현대 호모 사피엔스의 아프리카 확장에 대한 통계적 신호를 잠재적으로 담고 있다. 일부 학자들은 음운 다양성이 느리게 진화하며 오늘날 아프리카에서 가장 오래된 언어들이 얼마나 오래 존재했어야 하는지를 계산하는 시계로 사용할 수 있다고 주장한다. 인류 인구가 아프리카를 떠나 전 세계로 확장되면서 일련의 병목 현상이 발생했는데, 이로 인해 새로운 대륙이나 지역을 식민지로 삼기 위해 살아남은 인구는 매우 적었다. 이러한 인구 붕괴로 인해 유전적, 표현형 및 음운 다양성이 감소한 것으로 추정된다. 오늘날 아프리카 언어는 세계에서 가장 큰 음운 목록을 보유하고 있으며, 가장 작은 목록은 식민지화된 마지막 지역인 남아메리카와 오세아니아에서 발견된다. 예를 들어, 뉴기니의 언어인 로토카스와 남아메리카에서 사용되는 피라행어는 모두 11개의 음운만 가지고 있다,남아프리카에서 사용되는 언어인 !Xun은 141개의 음소를 가지고 있다. 저자들은 자연 실험인 동남아시아 본토의 식민지화와 오랫동안 고립된 안다만 제도를 사용하여 음소 다양성이 시간이 지남에 따라 증가하는 속도를 추정한다. 이 속도를 사용하여 전 세계 언어가 35만 년에서 15만 년 전 사이의 아프리카 중세 석기 시대로 거슬러 올라간다고 추정한다. 이는 호모 사피엔스를 탄생시킨 종분화 사건에 해당한다.
그러나 이러한 유사한 연구들은 유전자와 음소 간의 결함 있는 유사성에 근거하고 있다고 주장하는 언어학자들에 의해 비판을 받아왔다. 이는 음소가 유전자와 달리 언어 간에 자주 횡적으로 전달되며, 오세아니아와 아메리카 모두 음소 수가 매우 많은 언어를 포함하고 있고 아프리카도 음소 수가 매우 적은 언어를 포함하고 있기 때문이다. 그들은 전 세계의 음소 다양성 분포가 최근의 언어 접촉을 반영하며, 언어가 매우 짧은 기간 동안 많은 음소를 잃거나 얻을 수 있다는 것이 잘 입증되었기 때문에 깊은 언어 역사가 아니라고 주장한다. 즉, 유전적 창시자 효과가 음소 다양성에 영향을 미칠 것으로 기대할 만한 타당한 언어적 이유가 없다는 것이다.

## 같이 보기
- 생물언어학
- 부바/키키 효과
- FOXP2
- 역사언어학
- 조어 (언어학)